# Desmatamento da Floresta Amazônica

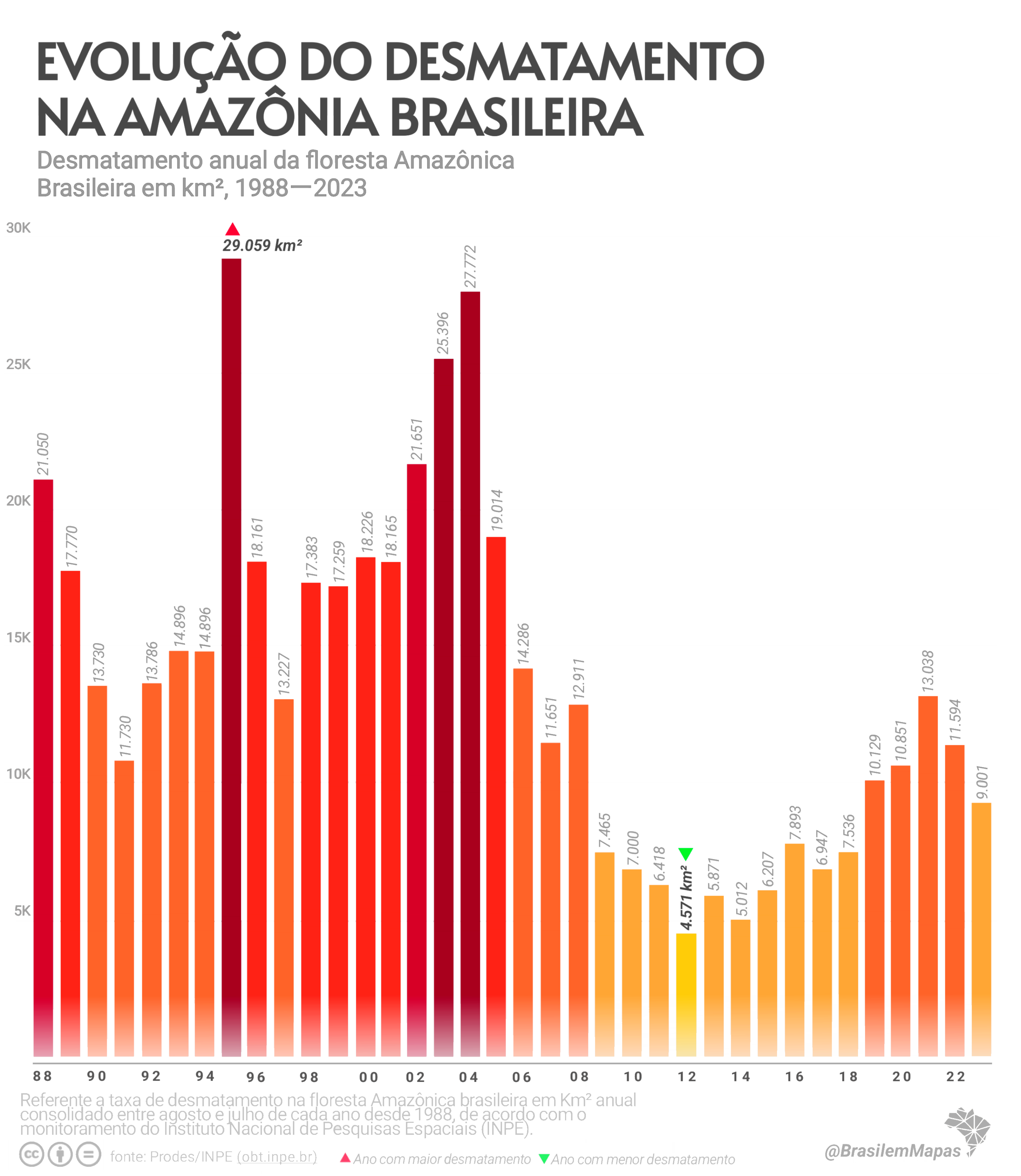
Gráfico do histórico de desmatamento na Floresta Amazônica brasileira (1988-2023), de acordo com dados do Sistema Prodes, do INPE.

A floresta amazônica é a maior floresta tropical do mundo, cobrindo uma área de 6.000.000 km2 (2 316 612,95 milhas quadradas). Ela representa um terço das florestas tropicais do mundo, além de conter mais da metade da biodiversidade do planeta. A floresta inclui territórios pertencentes a nove nações. A maior parte da floresta está contida no Brasil, com 60%, seguido pelo Peru com 13%, Colômbia com 10%, e com pequenas quantidades na Venezuela, Equador, Bolívia, Guiana, Suriname e Guiana Francesa.
As principais fontes de desmatamento na Amazônia são assentamentos humanos e desenvolvimento da terra. Entre 1991 e 2000, a área total de floresta amazônica desmatada para a pecuárias e estradas aumentou de 415.000 km² para 587.000 km² — uma área mais que seis vezes maior do que Portugal, 64% maior do que a Alemanha, 55% maior do que o Japão, 21% maior ou igual do que a Sichuan e 84% da área do Texas. A maior parte dessa floresta perdida foi substituída por pastagem para o gado. Em 34 anos, o Brasil perdeu o equivalente a 10% do território nacional em vegetação nativa. 
A taxa anual de desmatamento na Amazônia cresceu, entre 1990 e 2003, devido a fatores locais, nacionais e internacionais. A partir de 2004, o ritmo declinou drasticamente, até 2012. Entre agosto daquele ano e julho de 2013, a área desmatada voltou a crescer, registrando um aumento de 92%.
O país que tem a pior pontuação no índice Country Canopy é a Bolívia. A cada 16 árvores cortadas, somente uma é replantada. O desflorestamento da Amazônia na Bolívia vem crescendo nos últimos anos devido ao estimulo da agricultura no país. Essas medidas não sustentáveis da Bolívia fazem o Brasil aparecer em quinto lugar na lista, atrás da Bolívia, Malásia, Canadá e Indonésia.

## Caracterização

### Ritmo
Desde 2005, o ritmo do desmatamento vinha sendo reduzido, passando de 27 423 km² para 6 418 km² em 2011, um recorde histórico de mínima.
De agosto de 2011 a julho de 2012, o desmatamento caiu ainda mais (1 047 km²) mas, entre agosto de 2012 e julho de 2013, voltou a crescer, aumentando 92% e assim chegando a 2 007 km², segundo o Imazon (Instituto do Homem e Meio Ambiente da Amazônia). Foi a primeira vez desde 2004 que houve aumento do "corte raso" (eliminação da mata com o uso de correntes de navio presas entre 2 tratores que arrancam a árvore pela raiz). Em 2012, o chamado "Arco do Desmatamento" (a região da Amazônia Legal que mais perde áreas de floresta), alcançou o sul do Amazonas e o noroeste do Pará, estado que liderou o ranking do desmatamento no ano, com 810 km² (40% do total), sendo seguido pelo Mato Grosso, com 621 km² (31%), Amazonas (14%) e Rondônia (13%). O dado mais inquietante foi a velocidade com que o desmatamento ocorreu no Amazonas, estado que estava fora do "Arco". Lá, o desflorestamento mais do que triplicou (cresceu 223%) em relação ao período anterior, com 273 km² de área desmatada. No Mato Grosso, a área desmatada dobrou (102%) e, no Pará, chegou perto disso (91%). Apenas dois estados apresentaram redução: Acre (-32%) e Roraima (-18%).
De novembro de 2014 a janeiro de 2015, o Mato Grosso desmatou 179 km² de floresta. O estado brasileiro degradou 61,5% (quase dois terços) do desmatamento total da Amazônia no país.

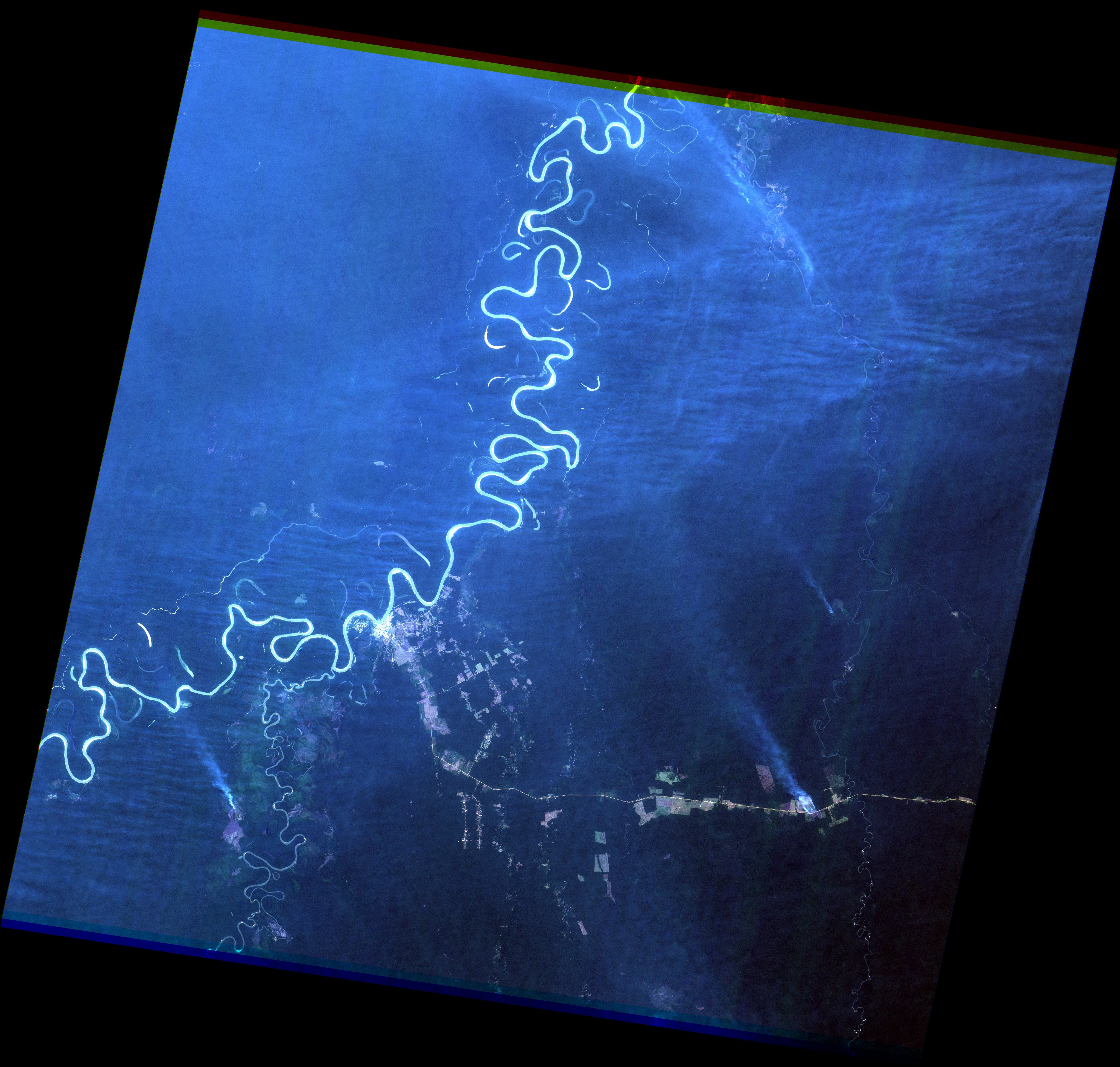
Imagens de satélite do Inpe ao longo do rio Purus, no Amazonas, em 16 de agosto de 2019, mostrando várias nuvens de fumaça de incêndios florestais.

Em 2019, o desmatamento no Brasil aumentou novamente. De acordo com dados do Instituto Socioambiental (Isa), nos dois primeiros meses de 2019 a destruição da vegetação nativa na bacia do rio Xingu atingiu 8.500 hectares de floresta, o equivalente a 10 milhões de árvores e superou em 54% o desmatamento no mesmo período em 2018. Os dados foram obtidos por meio do Sirad X, o sistema de monitoramento de desmatamento da Rede Xingu +. Em 21 de agosto de 2019, o Instituto Nacional de Pesquisas Espaciais (INPE) detectou mais 74 mil focos de incêndios florestais na Amazônia.

### Impacto
Grandes florestas, como a Amazônia são o habitat natural de diversas plantas e animais. Esses espaços preservam biodiversidade e possuem grande relevância científica, social e econômica para um país.
Além disso, a Floresta Amazônica é essencial para manter o ciclo da água e regular o clima do país. A floresta emite vapores orgânicos para o ar por meio da evapotranspiração, provocando a condensação e a formação das chuvas. O ar úmido que é gerado se precipita e desloca para outras regiões, incluindo o Centro-Oeste, o Sudeste e o Sul do Brasil. De acordo com um modelo climático formulado por pesquisadores norte-americanos e brasileiros, se a Amazônia fosse convertida em pasto, a quantidade média de chuvas no Brasil diminuiria em 25%, gerando insegurança energética (devido à importância das hidrelétricas para a matriz brasileira), redução da produção agrícola e aumentos na temperatura média local e nacional. 
Outro papel essencial da floresta é atuar como reservatório de carbono, impedindo que este seja despejado na atmosfera. Possuindo um estoque de carbono que varia entre 50,8 a 57,5 bilhões de toneladas, quase 7 vezes mais do que a emissão global anual de carbono, a Amazônia tem um papel de destaque na estabilização climática do planeta.  Estudos recentes comprovam que o desmatamento não sustentável da floresta poderá levar à redução de chuvas e aumento de temperatura.

### Causas

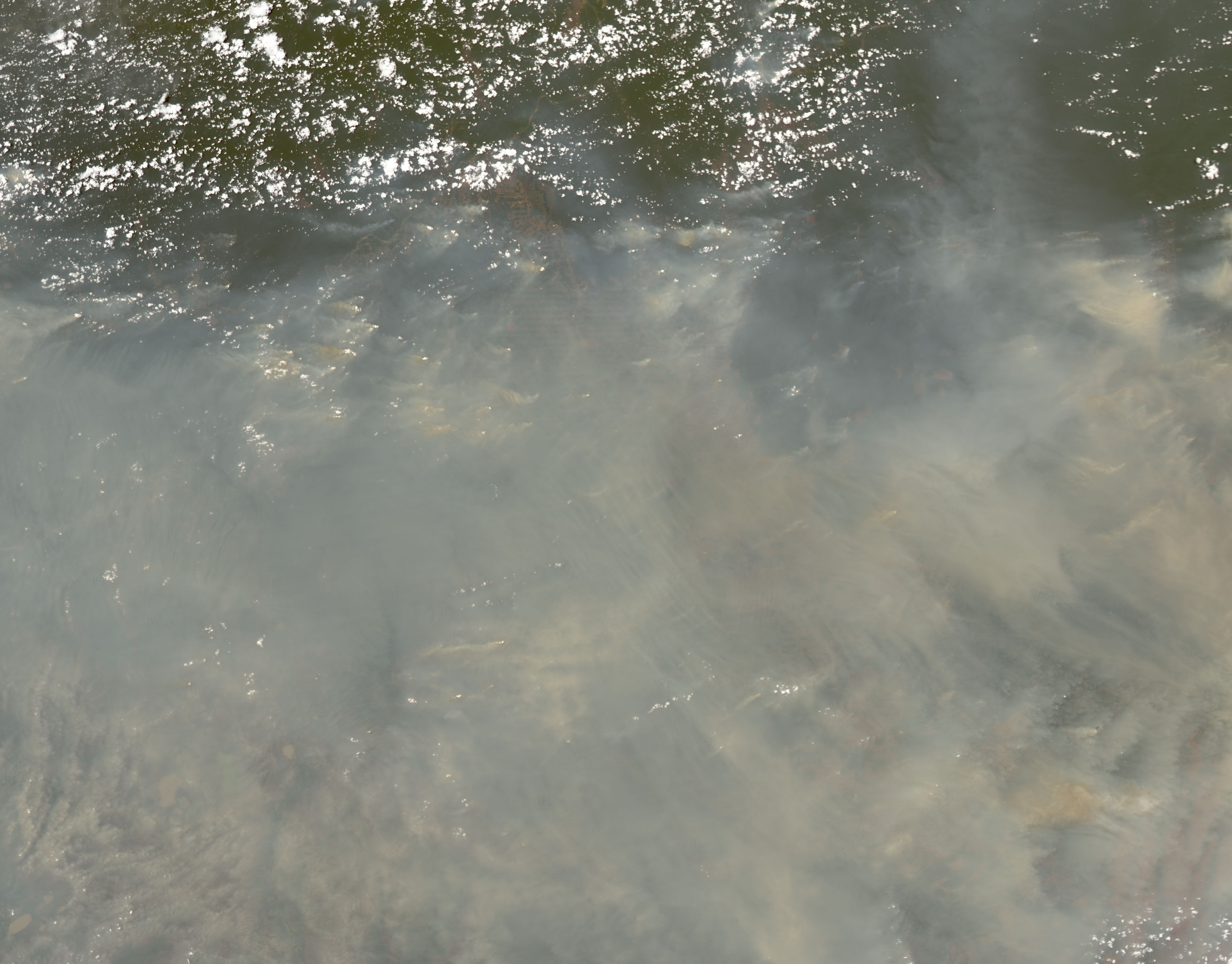
Imagem de satélite da fumaça causada por incêndios florestais em 2007.

As queimadas têm acelerado o processo de formação de área de savana no Mato Grosso e sul do Pará. Cerca de 70% da área anteriormente coberta por floresta e 91% da área desmatada desde 1970, é usada para criação de gado. Além disso, o Brasil é atualmente o segundo maior produtor global de soja (atrás apenas dos EUA), usada sobretudo como ração para animais. À medida que o preço da soja sobe, os produtores avançam para o norte, em direção às áreas ainda cobertas por floresta. Pela legislação brasileira, abrir áreas para cultivo é considerado "uso efetivo" da terra e é o primeiro passo para obter sua propriedade. Áreas já abertas valem 5 a 10 vezes mais que áreas florestadas e por isso são interessantes para proprietários que tem o objetivo de revendê-las. Segundo Michael Williams, professor emérito de geografia da Universidade de Oxford, "o povo brasileiro sempre viu a Amazônia como uma propriedade comunal que pode ser livremente cortada, queimada e abandonada." A indústria da soja é a principal fonte de divisas para o Brasil, e as necessidades dos produtores de soja têm sido usadas para validar  muitos projetos controversos de infraestrutura de transportes na Amazônia.

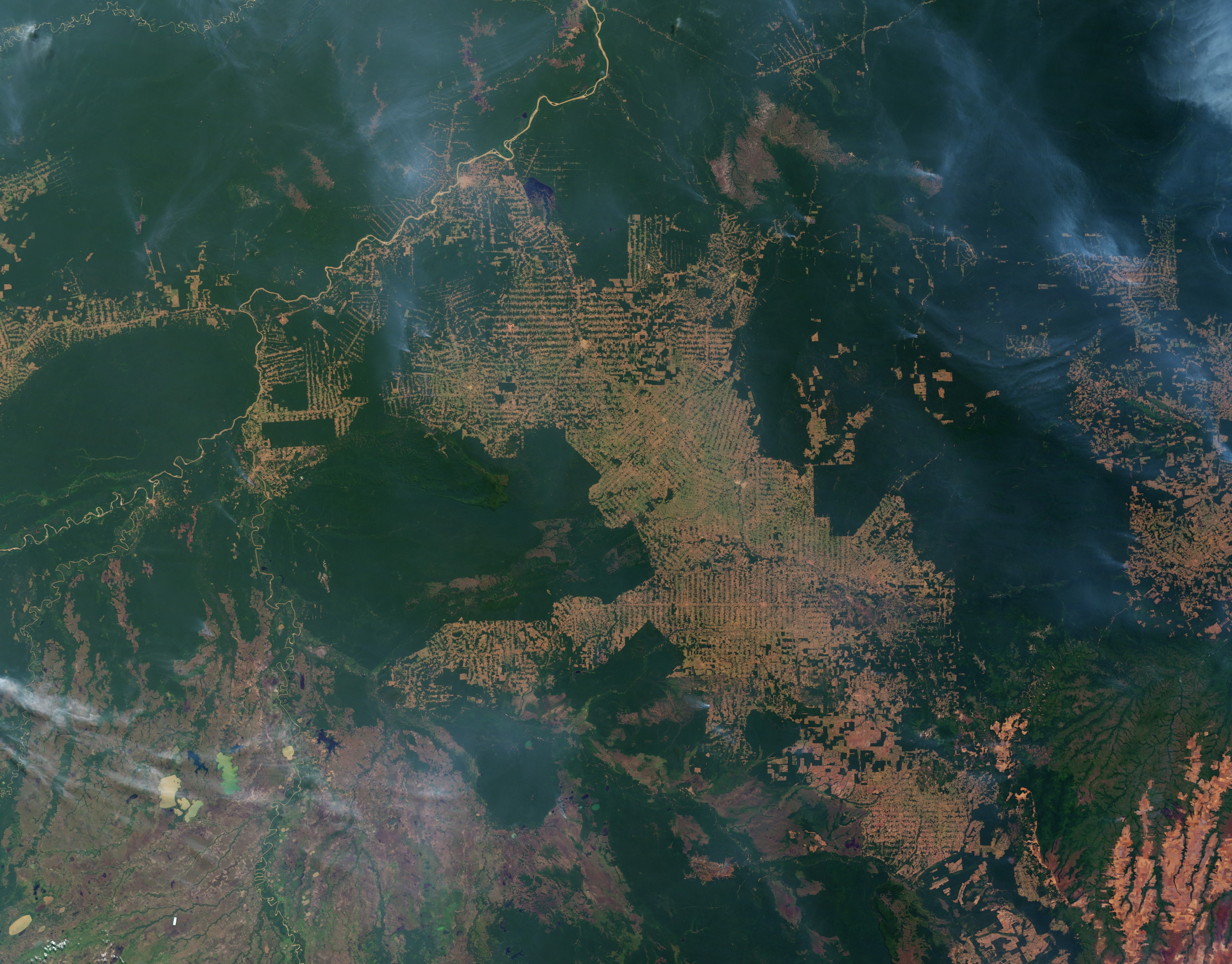
Queimadas e desmatamento em Rondônia.

As duas primeiras rodovias, Belém-Brasília (1958) e Cuiabá-Porto Velho (1968), eram, até o fim da década de 1990, as duas únicas rodovias pavimentadas e transitáveis o ano inteiro na Amazônia Legal. Costuma-se dizer que essas duas rodovias são o cerne de um ‘arco de desmatamento’". A rodovia Belém-Brasília atraiu cerca de 2 milhões de colonizadores em seus 20 primeiros anos. O sucesso da rodovia Belém-Brasília em dar acesso à Amazônia foi repetido com a construção de mais estradas para dar suporte à demanda por áreas ocupáveis. A conclusão da construção das estradas foi seguida por intenso povoamento das redondezas, com impactos para a floresta.
Cientistas usando dados de satélites da NASA constataram que a ocupação por áreas de agricultura mecanizada tem se tornado, recentemente, uma força significativa no desmatamento da Amazônia brasileira. Essa modificação do uso da terra pode alterar o clima da região e a capacidade da área de absorver dióxido de carbono. Pesquisadores descobriram que em 2003, então o ano com maiores índices de desmatamento, mais de 20% das florestas no Mato Grosso foram transformadas em área de cultivo. Isso sugere que a recente expansão agrícola na região contribui para o desmatamento. Em 2005, o preço da soja caiu mais de 25% e algumas áreas do Mato Grosso mostraram diminuição no desmatamento, embora a zona agrária central tenha continuado com o desmatamento.
A taxa de desmatamento pode retornar aos altos níveis de 2003 à medida que a soja e outros produtos agrícolas voltam a se valorizar no mercado internacional. O Brasil tornou-se um líder mundial na produção de grãos, incluindo a soja, que totalizam mais de um terço do PIB brasileiro. Isso sugere que as altas e baixas dos preços de grãos, carne e madeira podem ter um impacto significativo no destino do uso da terra na região.
Em 2006, o então governador do Mato Grosso Blairo Borges Maggi recebeu o prêmio "Motosserra de Ouro" do Greenpeace por ser, de acordo com a organização, o brasileiro que mais contribuiu para a destruição da Floresta Amazônica.
Os efeitos do desmatamento em larga escala, seja para o extrativismo madeireiro ou para propósitos agrícolas, pode mudar o balanço hídrico do território, que é ligado ao de outras regiões, alerta o Instituto Nacional de Pesquisas da Amazônia (Inpa). O desmatamento, a poluição, a agricultura e a construção de hidrelétricas como Usina Hidrelétrica de Belo Monte, no Pará, estão ameaçando os rios da Amazônia, que formam a maior bacia de água doce do mundo.

#### Fazendas de gado

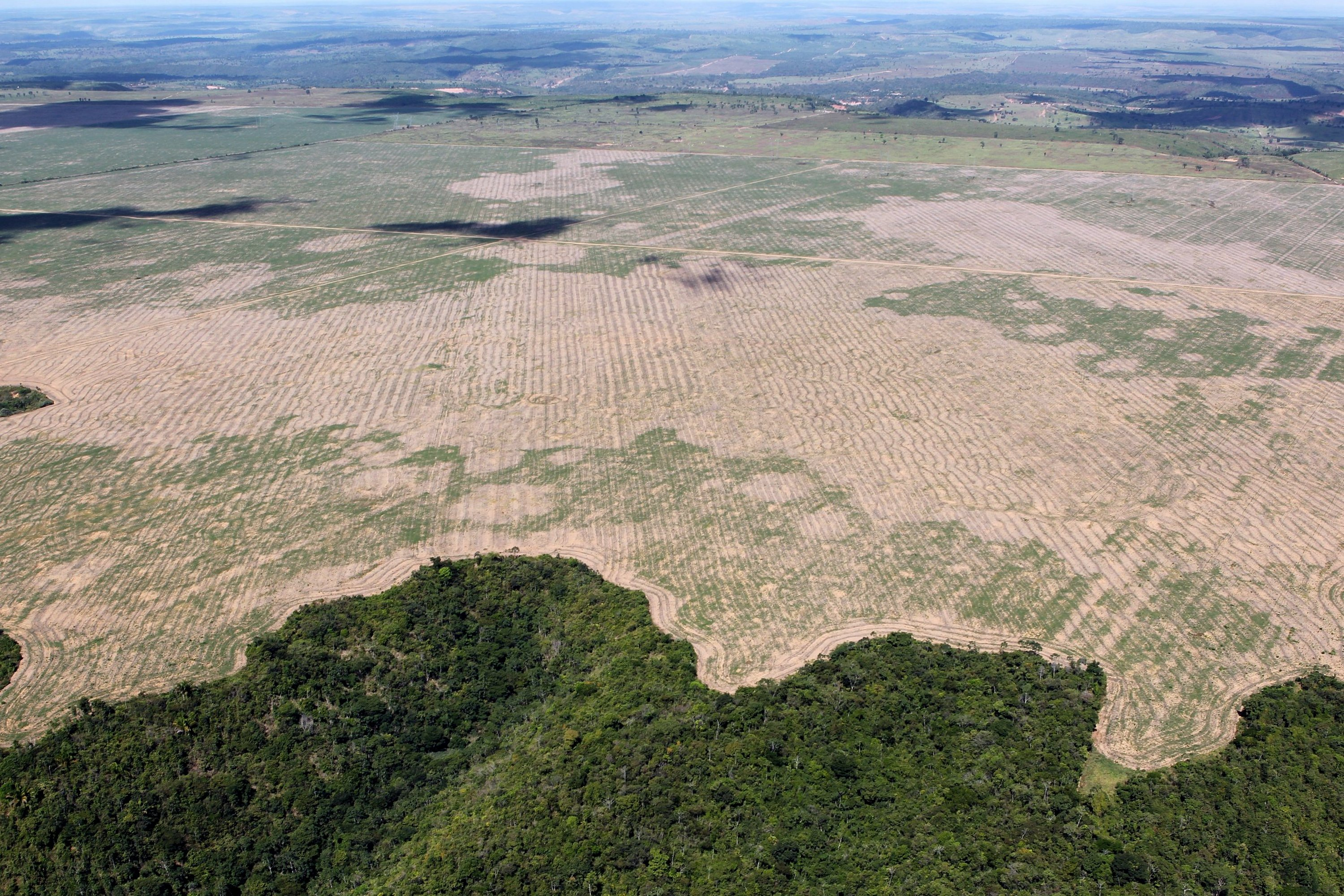
Desmatamento no estado do Maranhão, Brasil.

O Imazon (Instituto do Homem e Meio Ambiente da Amazônia) publicou um artigo de 2008 afirmando que debates sobre o aquecimento global forçariam a redução de emissões de carbono. Grande parte da emissão de CO2 no Brasil provém do desmatamento da Amazônia e a utilização de áreas desmatadas para pecuária. Em dezembro de 2008, como parte do Plano Nacional sobre Mudança no Clima, o governo brasileiro anunciou a meta de reduzir o desmatamento na Amazônia em 72% até 2017. Entre 1990 e 2005 o rebanho bovino brasileiro aumentou cerca de 40% (de 147 milhões para 207 milhões de cabeças – IBGE, 2006). 80% deste crescimento ocorreu na Amazônia Legal cujo saltou de 26 milhões (18% do total nacional) para 73 milhões de cabeças, o equivalente a 36% do total nacional. Isso possibilitou que em 2004, o Brasil se tornasse o maior exportador mundial de carne bovina (USDA, 2006).
O rebanho bovino aumentou na Amazônia devido o aumento da área de pastos, que são geradas por desmatamento. Isso tem resultado em preocupações ambientais crescentes. Na maioria dos anos o desmatamento subiu e desceu, respectivamente conforme a subida e queda do preço do gado no ano anterior. Um outro fator que influencia o desmatamento é o preço da soja, já que os campos desmatados também são utilizados para o cultivo da soja.

## Fiscalização e monitoramento
Até 2015, o governo brasileiro expandiu o número e tamanho de áreas protegidas enquanto as autoridades locais reforçaram cuidado de terras com ajuda de órgãos públicos. Hoje em dia, o Instituto Nacional de Pesquisas Espaciais (INPE) através do programa Deter (Detecção em Tempo Real de Alteração na Cobertura Florestal) utiliza tecnologias de satélite para monitorar o uso e desmatamento de florestas, principalmente aqueles feitos de maneira ilegal. Isso permite que ações sejam medidas o mais rápido possível. No entanto, os números do Deter não são definitivos, já que o objetivo do sistema é alertar rapidamente a fiscalização. Anualmente, os dados completos de desmatamento são consolidados pelo Inpe, através do Prodes (Monitoramento da Floresta Amazônica Brasileira por Satélite).
O governo federal vinha aumentando os esforços contra o desmatamento e a exploração ilegal de madeira na Amazônia com base na Lei de Crimes Ambientais e no Código Florestal. Depois do desmatamento recorde em 1995, em 1996 o governo federal reduziu de 50% para 20% a área que poderia ser legalmente desmatada nos imóveis rurais da Amazônia . Além disso, aumentou a emissão de multas contra a exploração de madeira e desmatamento ilegais de pouco mais de R$ 200 milhões em 2001 para R$ 1,4 bilhão em 2005. No entanto, o desmatamento caiu apenas quando os preços da soja e gado caíram.

### Ativistas
Diversos grupos ambientalistas vêm propondo soluções para diminuir ou mitigar o problema do desmatamento da Amazônia, frequentemente apoiados por organizações empresariais, ONGs e pelos governos de diversos países. Algumas das principais iniciativas são: 

#### Moratória da Soja
Em 24 de julho de 2006, a Associação Brasileira das Indústrias de Óleos Vegetais (ABIOVE) e a Associação Nacional dos Exportadores de Cereais (ANEC) se comprometeram a não comercializar soja proveniente de áreas que tivessem sido desmatadas dentro da Amazônia Legal, após a publicação de um relatório pelo Greenpeace que destacava a abertura de novas fronteiras para a soja como vilão do desmatamento da Amazônia. 
O acordo, que ficou conhecido como Moratória da Soja, é coordenado pelo Grupo de Trabalho da Soja (GTS), que reúne membros do setor privado e da sociedade civil – Greenpeace, WWF Brasil, TNC, Imaflora, Ipam e Earth Innovation –, além do Banco do Brasil. Os resultados têm sido bastante positivos. Desde a implementação da moratória, o desmatamento relacionado à soja diminuiu de 30% para menos de 1,5%, enquanto a produção de soja na Amazônia aumentou 400% em comparação com os números registrados em 2006.  Segundo um estudo da Universidade da Califórnia, a moratória evitou o desmatamento de 18 mil quilômetros quadrados de território, em dez anos de existência. A área abrange um território maior do que o Estado americano de Connecticut. 

#### Fundo Amazônia
O Fundo Amazônia foi criado em 2008, com o Decreto Nº 6.527. O objetivo do fundo é captar doações para investimentos em ações de prevenção, monitoramento e combate ao desmatamento, e de promoção da conservação e do uso sustentável da Amazônia Legal.  A gestão do fundo é feita pelo Banco Nacional de Desenvolvimento Econômico e Social (BNDES), que também é responsável pela captação de recursos, a contratação e o monitoramento dos projetos financiados. 
Os governos da Alemanha e da Noruega são os principais financiadores do Fundo Amazônia, que conta com mais de R$3,1 bilhões. A Noruega doou 93,3% deste valor, seguido pela Alemanha (6,2%), e a empresa Petrobrás (0,5%).
Em 2019, o ex-ministro do Meio Ambiente Ricardo Salles sugeriu mudanças na estrutura do Fundo Amazônia, afirmando irregularidades na gestão do fundo, e sugeriu que os recursos do fundo sejam usados para indenizar desapropriações de terras em unidades de preservação na floresta amazônica. Instituições do terceiro setor, além da Alemanha e a Noruega, protestaram contra as mudanças, afirmando que auditorias não haviam encontrado nenhuma irregularidade na gestão do fundo ou o acompanhamento dos impactos dos desmatamentos, afirmando "o aperfeiçoamento da eficiência, impacto e transparência do fundo "deve ser abordada dentro da atual estrutura de governança". 
Em 10 de agosto de 2019, a ministra alemã do meio ambiente Svenja Schulze anunciou que, devido ao aumento no desmatamento na região amazônica, além das preocupações com o governo Jair Bolsonaro, a Alemanha iria suspender os investimentos de 155 milhões de reais para o Fundo Amazônia.
Em 15 de agosto de 2019 a Noruega decidiu suspender repasses de R$ 133 milhões para o fundo Amazônia. 
Atualmente, cerca de R$ 2,9 bilhões estão paralisados em uma conta bancária federal pelo Governo Jair Bolsonaro, de acordo com ONGs participantes do Observatório do Clima.

### Unidades de conservação
O Sistema Nacional de Unidades de Conservação da Natureza (SNUC) possui várias unidades de conservação nos estados ocupados pela Amazônia. Entre as de proteção integral existem dez parques nacionais (como o Parque do Jaú) e oito reservas biológicas, entre outros. Entre as unidades de uso sustentável, estão as reservas extrativistas.
Os programas de uso sustentável são em grande número, desenvolvidos por ONGs em parceria com o poder público e com as próprias populações locais, acostumadas ao uso sustentável dos recursos naturais. Surgiram iniciativas como a Escola da Floresta, no Acre, para formar técnicos em floresta e agrofloresta.
| Periodo   | Território remanescente coberto por floresta na Amazônia brasileira (km²) | Floresta desmatada anualmente (km²) | Porcentagem de floresta remanescente em 1970 | Total de floresta perdido desde 1970 (km²) |
| --------- | ------------------------------------------------------------------------- | ----------------------------------- | -------------------------------------------- | ------------------------------------------ |
| Pré 1970  | 4.100.000                                                                 | —                                   | —                                            | —                                          |
| 1977      | 3.955.870                                                                 | 21.130                              | 96,5%                                        | 144.130                                    |
| 1978–1987 | 3.744.570                                                                 | 21.130                              | 91,3%                                        | 355.430                                    |
| 1988      | 3.723.520                                                                 | 21.050                              | 90,8%                                        | 376.480                                    |
| 1989      | 3.705.750                                                                 | 17.770                              | 90,4%                                        | 394.250                                    |
| 1990      | 3.692.020                                                                 | 13.730                              | 90,0%                                        | 407.980                                    |
| 1991      | 3.680.990                                                                 | 11.030                              | 89,8%                                        | 419.010                                    |
| 1992      | 3,667,204                                                                 | 13,786                              | 89.4%                                        | 432.796                                    |
| 1993      | 3.652.308                                                                 | 14.896                              | 89,1%                                        | 447.692                                    |
| 1994      | 3.637.412                                                                 | 14.896                              | 88,7%                                        | 462.588                                    |
| 1995      | 3.608.353                                                                 | 29.059                              | 88,0%                                        | 491.647                                    |
| 1996      | 3.590.192                                                                 | 18.161                              | 87,6%                                        | 509.808                                    |
| 1997      | 3.576.965                                                                 | 13.227                              | 87,2%                                        | 523.035                                    |
| 1998      | 3.559.582                                                                 | 17.383                              | 86,8%                                        | 540.418                                    |
| 1999      | 3.542.323                                                                 | 17.259                              | 86,4%                                        | 557.677                                    |
| 2000      | 3.524.097                                                                 | 18.226                              | 86,0%                                        | 575.903                                    |
| 2001      | 3.505.932                                                                 | 18.165                              | 85,5%                                        | 594.068                                    |
| 2002      | 3.484.538                                                                 | 21.394                              | 85,0%                                        | 615.462                                    |
| 2003      | 3.459.291                                                                 | 25.247                              | 84,4%                                        | 640.709                                    |
| 2004      | 3.431.868                                                                 | 27.423                              | 83,7%                                        | 668.132                                    |
| 2005      | 3.413.022                                                                 | 18.846                              | 83,2%                                        | 686.978                                    |
| 2006      | 3.398.913                                                                 | 14.109                              | 82,9%                                        | 701.087                                    |
| 2007      | 3.387.381                                                                 | 11.532                              | 82,6%                                        | 712.619                                    |
| 2008      | 3.375.413                                                                 | 11.968                              | 82,3%                                        | 724.587                                    |
| 2009      | 3.367.949                                                                 | 7.464                               | 82,2%                                        | 732.051                                    |
| 2010      | 3.360.949                                                                 | 7.000                               | 82,0%                                        | 739.051                                    |
| 2011      | 3.354.711                                                                 | 6.238                               | 81,8%                                        | 745.289                                    |
| 2012      | 3.350.140                                                                 | 4.571                               | 81,7%                                        | 749.860                                    |
| 2013      | 3.344.297                                                                 | 5.843                               | 81,6%                                        | 755.703                                    |
| 2014      | 3.339.449                                                                 | 4.848                               | 81,4%                                        | 760.551                                    |
| 2015      | 3.330.689                                                                 | 6.207                               | 81,2%                                        | 769.311                                    |
| 2016      | 3.322.796                                                                 | 7.893                               | 81,0%                                        | 777.204                                    |
| 2017      | 3.315.849                                                                 | 6.947                               | 80,9%                                        | 784.151                                    |
| 2018      | 3.307.949                                                                 | 7.900                               | 80,7%                                        | 792.051                                    |

### Municípios prioritários para a redução do desmatamento
Em 10 de novembro de 2023, sob a gestão da ministra Marina Silva, o Ministério do Meio Ambiente e Mudança do Clima brasileiro publicou uma portaria normativa (Portaria GM/MMA nº 834, de 09 de novembro de 2023) estabelecendo uma lista de municípios situados no Bioma Amazônia considerados prioritários para ações de prevenção, controle e redução dos desmatamentos e degradação florestal, e da lista de municípios com desmatamento monitorado e sob controle.
Fundamentada no Decreto Federal 11.687/2023 expedida pelo Presidente Lula, esta iniciativa de estabelecimento de listas de municípios prioritários para o combate ao desmatamento e incêndios florestais se encontra no contexto da fiscalização e monitoramento da cobertura vegetal nesse bioma e no cumprimento das metas climáticas relacionadas com o Acordo de Paris.
Os municípios compreendidos pelo governo federal como prioritários para a redução da devastação florestal são os seguintes:
| Municípios            | Estado federado | IDH (2010)          | critério normativo de inclusão                          |
| --------------------- | --------------- | ------------------- | ------------------------------------------------------- |
| Feijó                 | Acre            | —                   | Portaria GM/MMA nº 833/2023 (art. 1º, incisos I ao III) |
| Manoel Urbano         | Acre            | —                   | Portaria GM/MMA nº 833/2023 (art. 1º, incisos I ao III) |
| Rio Branco            | Acre            | —                   | Portaria GM/MMA nº 833/2023 (art. 1º, incisos I ao III) |
| Sena Madureira        | Acre            | —                   | Portaria GM/MMA nº 833/2023 (art. 1º, incisos I ao III) |
| Tarauacá              | Acre            | —                   | Portaria GM/MMA nº 833/2023 (art. 1º, incisos I ao III) |
| Apuí                  | Amazonas        | —                   | Portaria GM/MMA nº 833/2023 (art. 1º, incisos I ao III) |
| Boca do Acre          | Amazonas        | —                   | Portaria GM/MMA nº 833/2023 (art. 1º, incisos I ao III) |
| Canutama              | Amazonas        | —                   | Portaria GM/MMA nº 833/2023 (art. 1º, incisos I ao III) |
| Humaitá               | Amazonas        | —                   | Portaria GM/MMA nº 833/2023 (art. 1º, incisos I ao III) |
| Itapiranga            | Amazonas        | —                   | Portaria GM/MMA nº 833/2023 (art. 1º, parágrafo único)  |
| Lábrea                | Amazonas        | —                   | Portaria GM/MMA nº 833/2023 (art. 1º, incisos I ao III) |
| Manicoré              | Amazonas        | —                   | Portaria GM/MMA nº 833/2023 (art. 1º, incisos I ao III) |
| Maués                 | Amazonas        | —                   | Portaria GM/MMA nº 833/2023 (art. 1º, incisos I ao III) |
| Novo Aripuanã         | Amazonas        | —                   | Portaria GM/MMA nº 833/2023 (art. 1º, incisos I ao III) |
| Apiacás               | Mato Grosso     | —                   | Portaria GM/MMA nº 833/2023 (art. 1º, incisos I ao III) |
| Aripuanã              | Mato Grosso     | —                   | Portaria GM/MMA nº 833/2023 (art. 1º, incisos I ao III) |
| Bom Jesus do Araguaia | Mato Grosso     | —                   | Portaria GM/MMA nº 833/2023 (art. 1º, parágrafo único)  |
| Cláudia               | Mato Grosso     | —                   | Portaria GM/MMA nº 833/2023 (art. 1º, incisos I ao III) |
| Colniza               | Mato Grosso     | —                   | Portaria GM/MMA nº 833/2023 (art. 1º, incisos I ao III) |
| Comodoro              | Mato Grosso     | —                   | Portaria GM/MMA nº 833/2023 (art. 1º, parágrafo único)  |
| Cotriguaçu            | Mato Grosso     | —                   | Portaria GM/MMA nº 833/2023 (art. 1º, incisos I ao III) |
| Feliz Natal           | Mato Grosso     | —                   | Portaria GM/MMA nº 833/2023 (art. 1º, incisos I ao III) |
| Gaúcha do Norte       | Mato Grosso     | —                   | Portaria GM/MMA nº 833/2023 (art. 1º, incisos I ao III) |
| Juara                 | Mato Grosso     | —                   | Portaria GM/MMA nº 833/2023 (art. 1º, incisos I ao III) |
| Juína                 | Mato Grosso     | —                   | Portaria GM/MMA nº 833/2023 (art. 1º, incisos I ao III) |
| Marcelândia           | Mato Grosso     | —                   | Portaria GM/MMA nº 833/2023 (art. 1º, incisos I ao III) |
| Nova Bandeirantes     | Mato Grosso     | —                   | Portaria GM/MMA nº 833/2023 (art. 1º, incisos I ao III) |
| Nova Maringá          | Mato Grosso     | —                   | Portaria GM/MMA nº 833/2023 (art. 1º, incisos I ao III) |
| Nova Ubiratã          | Mato Grosso     | —                   | Portaria GM/MMA nº 833/2023 (art. 1º, incisos I ao III) |
| Paranaíta             | Mato Grosso     | —                   | Portaria GM/MMA nº 833/2023 (art. 1º, incisos I ao III) |
| Paranatinga           | Mato Grosso     | —                   | Portaria GM/MMA nº 833/2023 (art. 1º, parágrafo único)  |
| Peixoto de Azevedo    | Mato Grosso     | 0,649 (médio)       | Portaria GM/MMA nº 833/2023 (art. 1º, incisos I ao III) |
| Querência             | Mato Grosso     | 0,750 (alto)        | Portaria GM/MMA nº 833/2023 (art. 1º, incisos I ao III) |
| Rondolândia           | Mato Grosso     | 0,640 (médio)       | Portaria GM/MMA nº 833/2023 (art. 1º, parágrafo único)  |
| São José do Xingu     | Mato Grosso     | —                   | Portaria GM/MMA nº 833/2023 (art. 1º, parágrafo único)  |
| União do Sul          | Mato Grosso     | —                   | Portaria GM/MMA nº 833/2023 (art. 1º, incisos I ao III) |
| Altamira              | Pará            | 0,665 (médio)       | Portaria GM/MMA nº 833/2023 (art. 1º, incisos I ao III) |
| Anapu                 | Pará            | 0,548 (baixo)       | Portaria GM/MMA nº 833/2023 (art. 1º, incisos I ao III) |
| Cumaru do Norte       | Pará            | 0,550 (baixo)       | Portaria GM/MMA nº 833/2023 (art. 1º, incisos I ao III) |
| Dom Eliseu            | Pará            | —                   | Portaria GM/MMA nº 833/2023 (art. 1º, incisos I ao III) |
| Itaituba              | Pará            | —                   | Portaria GM/MMA nº 833/2023 (art. 1º, incisos I ao III) |
| Itupiranga            | Pará            | —                   | Portaria GM/MMA nº 833/2023 (art. 1º, incisos I ao III) |
| Jacareacanga          | Pará            | 0,505 (baixo)       | Portaria GM/MMA nº 833/2023 (art. 1º, incisos I ao III) |
| Marabá                | Pará            | —                   | Portaria GM/MMA nº 833/2023 (art. 1º, incisos I ao III) |
| Medicilândia          | Pará            | 0,582 (baixo)       | Portaria GM/MMA nº 833/2023 (art. 1º, incisos I ao III) |
| Moju                  | Pará            | 0,547 (baixo)       | Portaria GM/MMA nº 833/2023 (art. 1º, incisos I ao III) |
| Mojuí dos Campos      | Pará            | —                   | Portaria GM/MMA nº 833/2023 (art. 1º, incisos I ao III) |
| Novo Progresso        | Pará            | —                   | Portaria GM/MMA nº 833/2023 (art. 1º, incisos I ao III) |
| Novo Repartimento     | Pará            | 0,537 (baixo)       | Portaria GM/MMA nº 833/2023 (art. 1º, incisos I ao III) |
| Pacajá                | Pará            | 0,515 (baixo)       | Portaria GM/MMA nº 833/2023 (art. 1º, incisos I ao III) |
| Paragominas           | Pará            | —                   | Portaria GM/MMA nº 833/2023 (art. 1º, incisos I ao III) |
| Placas                | Pará            | 0,552 (baixo)       | Portaria GM/MMA nº 833/2023 (art. 1º, incisos I ao III) |
| Portel                | Pará            | 0,483 (muito baixo) | Portaria GM/MMA nº 833/2023 (art. 1º, incisos I ao III) |
| Prainha               | Pará            | —                   | Portaria GM/MMA nº 833/2023 (art. 1º, parágrafo único)  |
| Rondon do Pará        | Pará            | 0,602 (médio)       | Portaria GM/MMA nº 833/2023 (art. 1º, incisos I ao III) |
| Rurópolis             | Pará            | 0,548 (baixo)       | Portaria GM/MMA nº 833/2023 (art. 1º, incisos I ao III) |
| Santana do Araguaia   | Pará            | 0,602 (médio)       | Portaria GM/MMA nº 833/2023 (art. 1º, incisos I ao III) |
| São Félix do Xingu    | Pará            | 0,594 (baixo)       | Portaria GM/MMA nº 833/2023 (art. 1º, incisos I ao III) |
| Senador José Porfírio | Pará            | 0,514 (baixo)       | Portaria GM/MMA nº 833/2023 (art. 1º, incisos I ao III) |
| Trairão               | Pará            | 0,562 (baixo)       | Portaria GM/MMA nº 833/2023 (art. 1º, incisos I ao III) |
| Ulianópolis           | Pará            | 0,604 (médio)       | Portaria GM/MMA nº 833/2023 (art. 1º, incisos I ao III) |
| Uruará                | Pará            | 0,589 (baixo)       | Portaria GM/MMA nº 833/2023 (art. 1º, incisos I ao III) |
| Buritis               | Rondônia        | 0,616 (médio)       | Portaria GM/MMA nº 833/2023 (art. 1º, incisos I ao III) |
| Candeias do Jamari    | Rondônia        | 0,649 (médio)       | Portaria GM/MMA nº 833/2023 (art. 1º, incisos I ao III) |
| Cujubim               | Rondônia        | 0,612 (médio)       | Portaria GM/MMA nº 833/2023 (art. 1º, incisos I ao III) |
| Machadinho d'Oeste    | Rondônia        | 0,596 (baixo)       | Portaria GM/MMA nº 833/2023 (art. 1º, incisos I ao III) |
| Nova Mamoré           | Rondônia        | 0,587 (baixo)       | Portaria GM/MMA nº 833/2023 (art. 1º, incisos I ao III) |
| Porto Velho           | Rondônia        | 0,736 (alto)        | Portaria GM/MMA nº 833/2023 (art. 1º, incisos I ao III) |
| Mucajaí               | Roraima         | 0,665 (médio)       | Portaria GM/MMA nº 833/2023 (art. 1º, incisos I ao III) |
| Rorainópolis          | Roraima         | 0,619 (médio)       | Portaria GM/MMA nº 833/2023 (art. 1º, incisos I ao III) |